# تاكو إيشيموري
تاكّو إيشيموري (石森達幸 إيشيموري تاكّو)؛ (11 يناير 1932 - 5 يونيو 2013)، ممثل ياباني.

## أدواره في الأنمي

### مسلسلات أنمي تلفزيونية
- إيوريكا سفن - غونزي
- ون بيس - سنغوكو
- ذا بيغ أو - تيموثي واينرايت
- أوساغي دروب - ماتسوي-سان
- جنود السايبورغ - دكتور إيكر
- خيميائي الفولاذ FULLMETAL ALCHEMIST - ملك زيركسيس
- بوكيمون - غاستلي ("شبح فتاة الصخرة"), سانتا كلوز

### أوفا أنمي
- غانباستر - المدير
- مردر برنسس - جودو إنتولاسيا

### أفلام أنمي
- ون بيس فيلم: سترونغ وورلد - سنغوكو
- ون بيس Z - سنغوكو

## أدواره في الدبلجة اليابانية
- الضاحكون - ألبرت أينشتاين
- سلسلة أفلام هاري بوتر
  - هاري بوتر وحجر الفيلسوف - قبعة التنسيق
  - هاري بوتر وحجرة الأسرار - قبعة التنسيق
  - هاري بوتر ومقدسات الموت – الجزء 2 - قبعة التنسيق

## وصلات خارجية
- تاكو إيشيموري على موقع IMDb (الإنجليزية)
- تاكو إيشيموري على موقع قاعدة بيانات الفيلم (الإنجليزية)
- تاكو إيشيموري على موقع ANN person (الإنجليزية)